# 354659 Boileau
354659 Boileau è un asteroide della fascia principale. Scoperto nel 2005, presenta un'orbita caratterizzata da un semiasse maggiore pari a 2,7319136 UA e da un'eccentricità di 0,1291419, inclinata di 10,01087° rispetto all'eclittica.